# Wilhelm Fischer (Parteifunktionär)
Wilhelm Fischer (* 9. Februar 1901 in Lustnau; † 26. März 1992 in Augsburg) war ein deutscher Nationalsozialist und ab 1933 der NSDAP-Kreisleiter zunächst des Kreises Stuttgart Amt, ab 1937 Kreisleiter der Stadt Stuttgart.

## Leben
Fischer diente im Ersten Weltkrieg 1918 kurze Zeit als Kriegsfreiwilliger bei der Marine, erlernte dann erst den Beruf des Landwirts und wurde schließlich Kaufmann. Er heiratete 1928 und hatte zwei Kinder. 1930 bis 1942 wohnte er in Vaihingen. Er arbeitete dort beim Zeitungsverlag des Filder-Boten, dessen kaufmännischer Leiter er bis Juni 1937 war.
Der NSDAP hatte Fischer bereits 1923 in Tübingen angehört, bis sie verboten wurde. Am 1. August 1929 trat er der Partei in Stuttgart erneut bei. Ab Juni 1932 war er NSDAP-Ortsgruppenleiter in Vaihingen, gab dieses Amt aber im Mai 1933 an Hans Junginger ab und wurde NSDAP-Kreisleiter des Kreises Stuttgart Amt. Ab 1934 war er auch Kreisleiter des NSDAP-Kreises Böblingen, ab 1936 zusätzlich Kreisleiter des NSDAP-Kreises Schönbuch (mit Sitz in Vaihingen). Im Juni 1937 wurde Fischer als Nachfolger von Adolf Mauer hauptberuflich NSDAP-Kreisleiter für die Stadt Stuttgart, was er bis April 1945 blieb. Seinen Posten als kaufmännischer Leiter des Filder-Boten gab er deshalb auf. Bei der Reichstagswahl vom 10. April 1938 stand Fischer auf Platz 965 der 1717 Kandidaten umfassenden NSDAP-Einheitsliste, der Liste des Führers zur Wahl des Großdeutschen Reichstages am 10. April 1938, und war somit nicht unter den 814 gewählten Abgeordneten. Bei der im März 1939 in Backnang stattfindenden Hauptversammlung des Schwäbischen Albvereins wurde Fischer vom neuen Vereinsvorsitzenden Georg Fahrbach in den Hauptausschuss berufen.
In Vaihingen tat sich Fischer zusammen mit Junginger in der Verfolgung Andersdenkender hervor. Einem gerade aus dem Schutzhaftlager Welzheim Entlassenen drohte er, dessen Zeugenaussage nach Kriegsende zufolge, brüllend an „Sobald Sie noch einmal geholt werden müssen, werden Sie Ihre Heimat nie mehr sehen.“
Der Vaihinger Bürger Gottlob Häberle geriet mehrmals mit Fischer und Junginger aneinander, wurde u. a. von Fischer wegen Beleidigung angezeigt und zu mehrtägigen Haftstrafen verurteilt. Im Sommer 1936 kam er schließlich für drei Monate ins Lager Welzheim, laut späterer Aussage seiner Frau auf Veranlassung von Fischer und Junginger, denen Häberles Gefängnisstrafen nicht genügt hätten. Vom 13. März 1940 bis zum 30. April 1941 war er ein weiteres Mal im Lager Welzheim, und am 18. Juli 1941 wurde er wegen „volksgemeinschaftswidrigen Verhaltens und Beamtenbeleidigung“ erneut verhaftet und am 29. November 1941 in das KZ Sachsenhausen gebracht, wo er vermutlich Ende Februar 1945 starb. Häberles Frau Anna sagte aus, sie habe bei ihrem mehrfachen erfolglosen Vorstelligwerden bei der Gestapo wegen Entlassung ihres Mannes zwei Mal gesehen, dass der dortige Beamte in einem Schriftstück mit der Unterschrift Fischers gelesen habe. Fischer und Junginger hätten ihren Mann bewusst dem KZ überliefert.
Als Folge der Entnazifizierung kam Fischer am 14. Juli 1945 in Haft und saß im Internierungslager Ludwigsburg ein. Der öffentliche Kläger der Internierungslager in Ludwigsburg äußerte sich über Fischer in seiner Anklageschrift vom 14. Januar 1948 folgendermaßen: „Fischer war ein brutaler und fanatischer Nazi, besonders gegen politisch Andersdenkende. Der Betroffene hat durch unzählige Reden und Presseveröffentlichungen den NS außerordentlich unterstützt.“ Die Spruchkammer stufte Fischer am 16. März 1948 als Hauptschuldigen ein. Als Sühnemaßnahme sollte sein Vermögen außer dem für den notdürftigen Lebensunterhalt nötigen Betrag eingezogen werden, außerdem sollte er für fünf Jahre in ein Arbeitslager eingewiesen werden (mit Anrechnung der Haft ab dem 14. Juli 1945). Durch einen Gnadenerweis erklärte Ministerpräsident Reinhold Maier Fischers Arbeitslagersühne am 12. Juli 1949 für beendet.